# Плотково
Плотково — деревня в Унечском районе Брянской области России. Входит в состав Высокского сельского поселения.

## География
Находится в центральной части Брянской области на расстоянии приблизительно 18 км на юго-восток по прямой от вокзала железнодорожной станции Унеча.

## История
Основана в период между 1669—1672 годами. До 1721 года она принадлежала Стародубскому магистрату. Затем гетман Скоропадский подарил деревню есаулу артиллерии Стародубского полка Семену Березовскому. Со второй половины XVII века входила в полковую, позднее Новоместскую сотню Стародубского полка. В середине XX века работал колхоз "Начало". В 1859 году здесь (деревня Стародубского уезда Черниговской губернии) учтено было 32 двора, в 1892—52. 

## Население
| 2010 | 2013 |
| ---- | ---- |
| 30   | →30  |

Численность населения: 262 человека (1859 год), 388 (1892), 47 человек (русские 92 %) в 2002 году, 30 в 2010.

## Инфраструктура
Личное подсобное хозяйство с зоной сельскохозяйственного использования, индивидуальная застройка усадебного типа.
Основа экономики — сельское хозяйство.

## Транспорт
Деревня доступна автотранспортом. Остановка общественного транспорта «Плотково». 